# V1034 Scorpii
V1034 Scorpii (V1034 Sco / CPD-41 7742) es una estrella variable en la constelación de Escorpio cuyo brillo varía entre magnitud aparente +8,12 y +8,43. Situada a unos 5600 años luz del sistema solar, es miembro del cúmulo abierto NGC 6231 al igual que la brillante ζ1 Scorpii.
V1034 Scorpii es una binaria eclipsante compuesta por dos estrellas de la secuencia principal cuyos tipos espectrales son O9V y B1-1.5V.
La estrella O9V es la más luminosa —casi 62.000 veces más que el Sol— y su superficie se encuentra a una temperatura de 33.200 K.
Tiene 17 veces más masa que el Sol y posee un radio 7,5 veces más grande que el radio solar.
La estrella secundaria es algo más fría que su compañera, siendo su temperatura efectiva de 26.330 K.
Es 7.670 veces más luminosa que el Sol, lo que equivale a 1/8 de la luminosidad de su compañera.
Tiene una masa de 9,6 masas solares y un radio 4,2 veces más grande que el del Sol.
Aunque el período orbital del sistema es de sólo 2,44 días, no constituye una binaria de contacto.
La órbita posee una excentricidad, pequeña pero confirmada, de ε = 0,027.
La inclinación del plano orbital es de cerca de 77°.
El sistema emite rayos X, cuya curva de luz muestra claros signos de variabilidad.
La emisión de rayos X es mayor cuando la estrella primaria se encuentra delante de la secundaria; durante el estado de alta emisión, se produce una caída en la emisión de rayos X que coincide casi exactamente con el eclipse óptico.
Los rayos X parecen proceder de la interacción del viento estelar de la estrella O9V al chocar contra la fotosfera de la estrella secundaria; alternativamente, también podrían ser el resultado de la interacción entre los vientos estelares de ambas estrellas, localizada cerca de la superficie de estrella B1.5V.